# Agriophyllum latifolium
Agriophyllum latifolium är en amarantväxtart som beskrevs av Fisch., Carl Anton von Meyer och Carl Friedrich von Ledebour. Agriophyllum latifolium ingår i släktet Agriophyllum och familjen amarantväxter. Inga underarter finns listade i Catalogue of Life.